# Henschel HWK-11
Henschel HWK-11 je německý pásový obrněný transportér zkonstruovaný na přelomu 50. a 60. let 20. století. Když se mezi lety 1962 a 1966 dostalo hodně těchto transportérů do Mexika, začaly se tam i vyrábět a mexická firma Sedena je vyráběla pod názvem Henschel-Sedena HWK-11.